# 日野トレーラーバスT11型

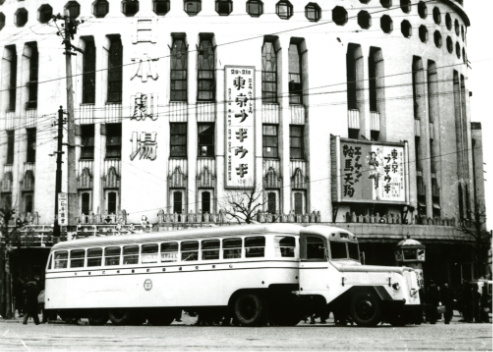
日野トレーラーバスT11B型 + T25型

日野トレーラーバスT11B型 + T25型は、太平洋戦争敗戦後の日本で、日野自動車（当時、日野産業）が1947年10月から1950年まで製造した、96人乗りのトレーラーバス（セミトレーラー型大型バス）である。

## 概要
終戦当時の東京では、度重なる空襲や物資不足から、良好な稼働状態の車両が非常に不足していた。この状況において市場に供給できる少ない車両数で、できるだけ多くの貨物・乗客を輸送するべく、自動車メーカー各社はトラックやバスの大型化を競い、単車ながら民生産業からは100人乗りのバスも発表されているが、当時の狭い道路での取りまわしを考慮すると闇雲な大型化は不可能であった。
日野産業は、戦時中の1942年にヂーゼル自動車工業（後のいすゞ自動車）から特殊車メーカー「日野重工業」として分社され、戦後も独立メーカーのまま存続していた。
戦後の同社は車両メーカーとして存続するため、戦後復興の輸送力増強策として、進駐軍が持ち込んでいた大型車両を参考に、同社が戦時中に帝国陸軍向けに納入していた一式半装軌装甲兵車、一式装甲兵車用の統制型の一種である直列6気筒の空冷ディーゼルエンジンを用い、セミトラクターヘッドのT10型と、狭隘路での取り回し性能に秀でたトレーラートラックのT20型を、1946年に発表した。日本における民間向け車両としては先例のない規格外の大型特殊車で、販路はおろか公道運行すら危ぶまれたが、日野の幹部は、進駐軍の大型トレーラーが日本の路上を現実に往来している実情を示して当局と折衝し、公道運行する許可を得ることに成功した。
翌1947年、それらの経験を生かし、シロッコファン空冷エンジンを同じく統制ディーゼル系統ながら市場で一般的な水冷に改めた、T11B型セミトラクターヘッド（Bはバス用の意）と、荷台を客室に変更したT25型トレーラーバスを組み合わせ、発表する。
定員は運転手1名、車掌2名、乗客96名で、トラクターとトレーラーを合わせた全長は13.88m、運転席は左側（左ハンドル）であった。路面電車にも比肩する定員は輸送力逼迫に悩むバス事業者には大きな魅力で、都営バスを皮切りに、日本各地のバス事業者に納入された。
当時としては珍しい2扉の客室（全長10.5mのトレーラー）側では、大型路面電車並みの体制で2名の車掌が乗務し、それぞれにブザーを押して、孤立した運転席に「発車オーライ」の合図をするという運転方法をとった。全長は13.9mもあるが、セミトレーラーの特性を生かし、6m幅の直角な道路を曲がることが可能である。もっとも当時の日本では主要都市でもそれにすら満たない狭隘路も多く、運行可能な路線はある程度限られた。
東京急行電鉄では、1948年11月から東京駅 - 洗足池（大田区）間の路線に投入され、最大150人乗りとして報道された（乗車率150%以上で、もちろん定員オーバー）。五十嵐平達は、この路線の狭隘な路地と、そこを這い回る大型車両のミスマッチに面白みを見出しており、『カーマガジン』誌の連載企画であった「写真が語る自動車の戦後 ― アルバムに見る50年 （コンテンポラリィ・ノンフィクション）」に、自身の撮影による写真を添えた記事を綴っている。
このトレーラーバスは、日増しに増え続ける復員兵による混雑や、車両不足に悩む事業者には好評をもって迎えられ、仕様の異なるT12B + T25やT12B + T26が続いて生産されている。トラックタイプとあわせ、復興期の輸送に貢献した。
先行試作的なトラクターT10型は、当時の鍛造品生産技術の制約（量産向け工場設備の不備、資材不足）から、長いフロントアクスルビームを要する固定軸を用いず、トレーリングアームにコイルばねを組み合わせた独立懸架であった。民間用の国産大型車初の前輪独立懸架であるが、構造自体は既存軍用車からの流用で、技術的進歩と言うよりはやむを得ない選択であった。また左ハンドルとしたのも、コスト制約による軍用車の部品流用の結果であるが、当時は巨体の歩道側安全確認に好都合だったとも言われた。
1950年代に入ると、路線バス業界では大きな火災事故の影響や、スペース効率が高く運転の楽な大型リアエンジンバスの台頭により、トレーラーバスは廃れていった。日野も貨物用トラクターの生産は継続したが、バスは大型単車開発に方針転換し、ボンネットバス (BH系など) や、センターアンダーフロアエンジンバス「ブルーリボン」(BD系など) の生産へと転じた。